# Guanylsyra
Guanylsyra, ofta förkortad GMP efter engelskans Guanosine monophosphate, är en nukleotid som finns i ribonukleinsyror. Ämnet är en ester av fosforsyra med nukleosiden guanosin. Guanosin består i sin tur av ribofuranos (en ribos) och kvävebasen guanin. Guanylsyra tillverkas syntesiskt eller av jästextrakt. Ämnet förekommer i kött. Ämnet har E-numret E626, och används som smakförstärkare. Tillsatsen är förbjuden i Australien och Nya Zeeland.
Guanylsyrans salter, såsom dinatriumguanylat (E627), dikaliumguanylat (E628) och kalciumguanylat (E629) är livsmedelstillsatser som används som smakförstärkare för att ge smaken umami. De är ofta använda tillsammans med dinatriuminosinat (E631), vilket ger kombinationen dinatrium-5'-ribonukleotider. Dinatriumguanylat finns ofta i nudlar, potatischips och godis, smaksatt ros, konserverade grönsaker, rökt kött och paketerade soppor.
Ämnet är en relativt dyr tillsats och används vanligtvis utan glutaminsyra eller natriumglutamat, som också ger smaken umami. Om inosinat- och guanylatsalter finns närvarande i en ingrediensförteckning utan natriumglutamat, är förmodligen glutaminsyran en del av en annan ingrediens, såsom exempelvis sojaproteinkomplex, jästextrakt eller sojasås.